# Jessica Boone
Pour les articles homonymes, voir Boone.
Jessica Boone, née le 14 mai 1984 à Houston (Texas), est une actrice américaine.

## Biographie
Jessica Boone possède une vaste expérience dans le théâtre shakespearien et le théâtre musical. Elle travaille principalement pour ADV Films, Seraphim Digital et Sentai Filmworks et a joué un rôle de premier plan au Houston Shakespeare Festival et est codirectrice générale et artiste associée de la Shakespeare Company de Prague, le théâtre professionnel de langue anglaise de la République tchèque, où elle a notamment joué les rôles de Rosalind, Juliette, Helena, Regan, Ophélie, Innogen et Lady Macbeth entre autres.

## Filmographie

### Au cinéma
- 1998 : Martian Successor Nadesico - The Motion Picture: Prince of Darkness (dessin animé) : Sayuri Terasaki / Hisagon / Nadesico Crew A (version anglaise, voix)
- 1999 : Gamera 3 : Miyuki / Pedestrian Woman A (version anglaise, voix)
- 2001 : Azumanga daioh (court métrage)
- 2002 : Dark Water de Hideo Nakata : Teen Ikuko (version anglaise, voix)
- 2002 : Rêves d'androïde : Popo (version anglaise, voix)
- 2004 : La Tour au-delà des nuages (Kumo no mukô, yakusoku no basho) : Sayuri Sawatari (version anglaise, voix)
- 2005 : Gimî hebun : Mari (version anglaise, voix)
- 2011 : Towa no Quon 1 : Utakata no Kaben : Yuri (version anglaise, voix)
- 2011 : Towa no Quon 2 : Konton no Ranbu : Yuri (version anglaise, voix)
- 2011 : Towa no Quon 3 : Mugen no Renza : Yuri (version anglaise, voix)
- 2011 : Towa no Quon 4 : Guren no Shoushin : Yuri (version anglaise, voix)
- 2011 : Towa no Quon 5 : Souzetsu no Raifuku : Yuri (version anglaise, voix)
- 2011 : Towa no Quon 6 : Towa no Quon : Yuri (version anglaise, voix)
- 2011 : Spectrauma : Isabelle
- 2012 : Tsukumo Ghost (court métrage, version anglaise, voix)
- 2013 : Albator, corsaire de l'espace : Kei Yuki
- 2015 : Des Portoricains à Paris : secrétaire
- 2017 : Conspiracy (Unlocked) : Romley's Assistant (en tant que Lauren Jessica Boone)
- 2017 : The Choice (court métrage)
- 2022 : Chevalier de Stephen Williams : La Arnould

### À la télévision
- 1973 : Kagaku ninja tai Gatchaman
- 1989 : Megazone 23 III
- 1992 : All Purpose Cultural Cat Girl Nuku Nuku
- 1996 : Elf o karu mono-tachi
- 1998 : All Purpose Cultural Cat Girl Nuku Nuku
- 1998 : Ushio & Tora
- 2001 : Kidou tenshi enjerikku reiyâ
- 2001 : Najica: Blitz Tactics
- 2001 : Puni Puni Poemy
- 2001 : Shin shirayuki hime densetsu Prétear
- 2001 : Super GALS!
- 2002 : Azumanga Daioh
- 2002 : Full Metal Panic!
- 2002 : Gravion
- 2002 : Magical Shopping Arcade Abenobashi
- 2002 : Panyo Panyo Di Gi Charat
- 2002 : Purinsesu Chuchu
- 2002 : RahXephon
- 2002 : UFO Princess Walkure
- 2003 : Chrno crusade
- 2003 : D.N.Angel
- 2003 : Divergence Eve
- 2003 : Full Metal Panic? Fumoffu
- 2003 : Kaleido Star
- 2003 : Kino's Journey
- 2003 : Maburaho
- 2004 : Diamond Daydreams
- 2004 : Divergence Eve: Misaki Chronicles
- 2004 : Elfen Lied
- 2004 : Gantz
- 2004 : Gravion Zwei
- 2004 : This Ugly and Beautiful World
- 2004 : Mezzo DSA
- 2004 : Tactics
- 2005 : Air (Nordeste)
- 2005 : Coconut Fred's Fruit Salad Island
- 2005 : Pani poni dasshu!
- 2005 : Xenosaga: The Animation
- 2006 : Air Gear
- 2006 : Coyote Ragtime Show
- 2006 : Kanon
- 2006 : Mon copain de classe est un singe
- 2006 : Mushishi
- 2006 : Red Garden
- 2006 : Shinigami no baraddo
- 2008 : Bônen no zamudo
- 2008 : Clannad After Story
- 2009 : Canaan
- 2009 : Clannad: After story - Mô hitotsu no sekai - Kyô hen : (version anglaise, voix)
- 2009 : Spider-Woman, Agent of S.W.O.R.D.
- 2010 : Angel Beats!
- 2010 : Gakuen Mokushiroku: Highschool of the Dead
- 2012 : Dusk Maiden of Amnesia
- 2012 : Missing (série télévisée)
- 2014 : Red Eyes Sword: Akame ga Kill!
- 2015 : Crossing Lines (série télévisée)
- 2018 : Das Boot (série télévisée)

## Jeux vidéo
- 2002 : Unlimited Saga
- 2015 : Dex